# Tom Starke
Tom Peter Starke (Dresde, Sajonia, Alemania, 18 de marzo de 1981) es un exfutbolista alemán. Jugaba como portero y su último club fue el Bayern Múnich de la Bundesliga de Alemania. Actualmente trabaja como coordinador de porteros para los equipos juveniles del Bayern.

## Carrera
Starke hizo su primera aparición para el Bayern de Múnich el 31 de octubre de 2012 durante un partido de DFB-Pokal en contra de FC Kaiserslautern sin conceder ningún gol. Su debut en Bundesliga para Bayern fue en un partido de 1-0 de visita contra su antiguo club TSG 1899 Hoffenheim el 3 de marzo de 2013. En su segunda aparición de Liga, en un partido contra el FC Núremberg el 13 de abril, salvó un penalti de Timmy Simons con su cara. 
El 27 de mayo de 2017, Starke anunció su retiro del fútbol profesional, jugó su partido oficial final el 20 de mayo, en la victoria 4-1 del Bayern Múnich sobre el SC Friburgo. Tras esto, fue fichado por el Bayern como coordinador de entrenadores de porteros.
Tiempo después ante la lesión del guardameta Manuel Neuer, su por entonces DT Carlo Ancelotti, le pediría que ocupara el puesto de tercer portero volviendo de su retiro para "volver a debutar" contra el Eintracht Fráncfort en liga. Curiosamente, Starke dejó el Bayern con más títulos ganados que partidos jugados.
Al final de la temporada 2017-18, Starke se retiró nuevamente del fútbol profesional y volvió a su trabajo en el FC Bayern Campus como coordinador de porteros para los equipos juveniles del Bayern.

## Selección nacional
Fue internacional con la selección sub-21 de Alemania con la cual disputó 12 partidos desde 2000 a 2002.

## Clubes
| Club             | País     | Año       |
| ---------------- | -------- | --------- |
| Bayer Leverkusen | Alemania | 1999-2006 |
| Hamburgo         | Alemania | 2004      |
| Paderborn 07     | Alemania | 2006-2007 |
| Duisburgo        | Alemania | 2007-2010 |
| Hoffenheim       | Alemania | 2010-2012 |
| Bayern Múnich    | Alemania | 2012-2018 |

## Palmarés

### Campeonatos nacionales
| Título                | Club          | País     | Año  |
| --------------------- | ------------- | -------- | ---- |
| Supercopa de Alemania | Bayern Múnich | Alemania | 2012 |
| 1. Bundesliga         | Bayern Múnich | Alemania | 2013 |
| Copa de Alemania      | Bayern Múnich | Alemania | 2013 |
| 1. Bundesliga         | Bayern Múnich | Alemania | 2014 |
| Copa de Alemania      | Bayern Múnich | Alemania | 2014 |
| 1. Bundesliga         | Bayern Múnich | Alemania | 2015 |
| 1. Bundesliga         | Bayern Múnich | Alemania | 2016 |
| Copa de Alemania      | Bayern Múnich | Alemania | 2016 |
| Supercopa de Alemania | Bayern Múnich | Alemania | 2016 |
| 1. Bundesliga         | Bayern Múnich | Alemania | 2017 |
| 1. Bundesliga         | Bayern Múnich | Alemania | 2018 |

### Campeonatos internacionales
| Título                 | Equipo        | Sede      | Año  |
| ---------------------- | ------------- | --------- | ---- |
| UEFA Champions League  | Bayern Múnich | Londres   | 2013 |
| Supercopa de Europa    | Bayern Múnich | Praga     | 2013 |
| Copa Mundial de Clubes | Bayern Múnich | Marruecos | 2013 |